# A Woman of the Sea

A Woman of the Sea (ou Sea Gulls) est un film perdu américain inédit, réalisé par Josef von Sternberg en 1926. Ce film a été produit par Chaplin Film Company.

## Synopsis
Joan et Magdalen sont les filles d'un pêcheur. Magdalen quitte son fiancé, Peter, pour s'enfuir à New York. Joan épouse alors Peter. Magdalen revient des années plus tard pour détruire leur mariage, mais Joan et Peter restent unis jusqu'au bout.

## Fiche technique
- Titre : A Woman of the Sea
- Réalisation : Josef von Sternberg
- Scénario : Josef von Sternberg
- Production : Charles Chaplin
- Photographie : Paul Ivano
- Décors  : Charles D. Hall
- Durée : 75 minutes (1h15)
- Format : Noir et blanc / muet
- Pays :  États-Unis

## Distribution
- Edna Purviance : Joan
- Raymond Bloomer : Peter the Fisherman
- Charles K. French : The Father
- Eve Southern : Magdalen
- Gayne Whitman : The Novelist from the City
- Guy Gilman
- Charles Hammond
- Riza Royce

## Autour du film
Le tournage  dura environ 6 mois. À l'époque les tournages duraient environ 3 mois, principalement aux environs de Los Angeles. Ce film inclut également des scènes d'intérieur tournées dans le studio  de Chaplin. Pendant une douzaine de jours, les scènes d'extérieur furent tournées à Monterey en Californie et Carmel-by-the-Sea sur la côte californienne.
Charlie Chaplin produisit le film, qui fut le dernier film d'Edna Purviance son ancienne actrice fétiche, pour lui donner un rôle et aider Von Sternberg. Chaplin avait  été impressionné par le film expérimental de 1924 de Von Sternberg, The Salvation Hunters. Ce fut la seule fois où Chaplin produisit un film qu'il ne réalisa pas, et dans lequel il ne jouait pas. Toutefois son implication dans la production fut minime, car il travaillait en parallèle sur son film Le Cirque. 
Chaplin ne donna jamais son entière approbation pour la sortie du film, et il n'y eut aucune publicité promotionnelle. Les quelques proches de Chaplin qui virent le film dans les années  suivantes, étaient d'accord sur le fait que le film n'était pas commercialement viable. Sous la pression des Services fiscaux l'IRS américains, la compagnie de production brûla les négatifs en juin 1933 en raison d'impôts impayés. Des éléments font penser qu'une copie du film a survécu au studio Chaplin  au moins jusqu'à la fin des années 1930, mais aucune copie du film n'existe actuellement dans les archives Chaplin.
En 2005, plus de 50 productions furent découvertes dans la collection privée de proches d'Edna Purviance. À part pour quelques images et quelques mots dans les livres à travers les années, on ne sait pratiquement rien de ce film. Le titre provisoire du film était The Sea Gull comme indiqué dans le carnet de prises de vue qui lui a survécu ainsi que la liste des titres originaux.